# 5 (metro de Nueva York)
Para el servicio antiguo del servicio 5 BMT, véase 5 (BMT).
La 5 Lexington Avenue Express (línea expresa de la Avenida Lexington) es un servicio del metro de la ciudad de Nueva York. En las señales de las estaciones, el mapa del metro de Nueva York, los letreros digitales y los materiales rodantes de la IRT están pintados en color rojo porque representa el servicio proveído de la  línea de la Avenida Lexington que pasa por Manhattan.
Durante las horas pico los trenes del servicio de la línea 5 operan entre Eastchester–Avenida Dyre o la Avenida Nereid, el Bronx y Brooklyn College–Avenida Flatbush, Brooklyn y opera como ruta expresa en el Bronx (en direcciones congestionadas), Manhattan y Brooklyn, con servicios limitados de horas pico entre Crown Heights–Avenida Utica o la Avenida New Lots debido a las limitaciones de espacio a lo largo del segmento de la avenida Nostrand al sur de la avenida Franklin.
Durante los medio días, seis de la tarde y días de semana, los trenes del servicio de la línea 5 operan entre Eastchester–Avenida Dyre y Bowling Green, con servicio expreso en Manhattan y servicio local en el Bronx. Durante altas horas de la noche, los trenes del servicio 5 proveen servicio local "shuttle" (servicios que vienen y van que corren en una sola dirección)  en la Avenida Eastchester–Dyre y la calle 180 Este, y el Bronx, donde los servicios de la lInea 2 proveen servicio al sur del Bronx y Manhattan.
La flota de la línea 5 consiste completamente en trenes modelos R142.
Las siguientes líneas son usadas por el servicio de la línea 5:
| Línea                                                                             | Vías                                  | Cuando                            |
| --------------------------------------------------------------------------------- | ------------------------------------- | --------------------------------- |
| IRT White Plains Road Line desde la Avenida Nereid–Calle 238 a la calle 180 Este  | local                                 | horas pico en vías congestionadas |
| IRT Dyre Avenue Line (línea completa)                                             | N/D                                   | siempre                           |
| IRT White Plains Road Line desde la calle 180 Este a la calle 149–Grand Concourse | local (horas picos en rutas expresas) | solo a altas horas de la noche    |
| IRT Jerome Avenue Lineal sur de la calle 149–Grand Concourse                      | local                                 | solo a altas horas de la noche    |
| IRT Lexington Avenue Line (línea completa)                                        | expresa                               | solo a altas horas de la noche    |
| IRT Joralemon Street Tunnel                                                       | N/D                                   | solo en horas pico                |
| IRT Eastern Parkway Line al norte de la Avenida Franklin                          | expresa                               | solo en horas pico                |
| IRT Nostrand Avenue Line (línea completa)                                         | N/D                                   | solo en horas pico                |
| IRT Eastern Parkway Line al sur de la Avenida Franklin                            | expresa                               | algunos viajes en horas pico      |

## Shuttle de la Avenida Dyre

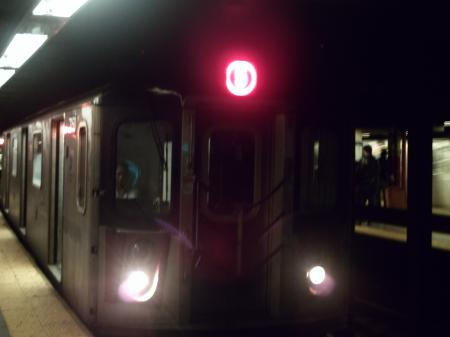
Tren de la línea 5 modelo R142s en Brooklyn Bridge-City Hall.

El East 180th Street-Dyre Avenue Shuttle (calle 180 Este-Avenida Dyre en español) o Shuttle de la Avenida Dyre  fue establecido como un nuevo servicio del metro y de servicio completo en el año de 1941 entre la antigua estación  de la calle 180 Este del New York, Westchester and Boston Railway y de la Avenida Dyre, pero como una de las estaciones del  NYW&B dentro de la ciudad de Nueva York. Los pasajeros tenían que caminar para poder llegar hasta una estación de transferencia entre la línea de la Avenida Dyre y la  línea White Plains Road en la calle 189 Este porque dos líneas del metro no tenían vías que conectaban a las estaciones para poder transferirse.
En 1957 una conexión de un paso a desnivel se inauguró entre la estación de la calle 180 Este de la línea White Plains Road y la línea de la Avenida Dyre, haciendo posible el servicio por los trenes del servicio de la línea 2 desde Manhattan  hasta la Avenida Dyre Avenue. A la misma vez, la antigua estación del "NYW&B" fue cerrada y los servicios de la Avenida Dyre Avenue fueron desviados a la estación de la línea White Plains Road. Estos servicios fueron inicialmente categorizados como 2  como servicio completo pero después fueron asignados como el servicio 9, un número usado por las paradas salteadas del servicio de la línea de la Séptima Avenida.
Los servicios de la Avenida Dyre aún siguen operando, pero los trenes de la línea están marcados como el servicio 5, el mismo servicio que ahora sirve a la línea.

## Historia del servicio
La sección de la calle 180 Este hacia la Avenida Dyre fue una vez la línea más importante de los ferrocarriles de Nueva York, Westchester y Boston, un ferrocarril eléctrico estándar  construido por los Ferrocarriles de Nueva York, Nuevo Heaven y Hartford. Hasta su cierre en 1937, toda la propiedad fue puesta en venta.
En 1940, la ciudad de Nueva York compró la sección y empezaron a integrar la línea al sistema de metro. El ferrocarril norte de la de la ciudad de la línea White Plains y Port Chester fueron rápidamente desmanteladas. La sección que está bajo la calle 180 Este hacia Greens Farm Junction fue una vez usada como empalme en Nuevo Haven (y después Penn Central y Conrail) para traer coches del metro y otros equipos para el sistema y fuera del sistema. Desde esa vez esta sección ha sido removida, aislando esta parte de metro del empalme.
Empezando en 1934, los trenes normalmente funcionaban desde Wakefield-Calle 241 o la calle 180 Este hacia la Avenida Atlantic. Durante horas pico, el servicio fue extendido hacia la Avenida Utica.
Desde 1938 a 1950, los trenes de fin de semana funcionaron hacia la Avenida Utica. Sobre el paso de los años, el servicio fue extendido hacia la Avenida New Lots Avenue de vez en cuando.
El 3 de mayo de 1957, trenes limitados en horas picos funcionaban por la Avenida Flatbush. El servicio fue descontinuado el 8 de abril de 1960.
El 24 de mayo de 1976 y 1980, los trenes de medio días terminaron su servicio en Bowling Green.
El 10 de julio de 1983, todos los servicios de hora picos funcionaban por la Avenida Flatbush, con servicios limitados/desde la avenida Utica o la Avenida New Lots.
El 18 de enero de 1988, los trenes de medio días terminaron su servicio en Bowling Green.
En 1995, servicios de hora pico funcionaban en la calle 241 pero fue cortada para que funcionara con la Avenida Nereid.

## Estaciones
| Leyenda de la estación de servicio                       | Leyenda de la estación de servicio                       |
| -------------------------------------------------------- | -------------------------------------------------------- |
| Hace paradas todo el tiempo                              | Paradas todo el tiempo                                   |
| Hace paradas todo el tiempo                              | Paradas todo el tiempo excepto a altas horas de la noche |
| Hace paradas sólo en la noche                            | Paradas sólo en la noche                                 |
| Hace paradas sólo los días de semana                     | Paradas en días de semana                                |
| Hace paradas todo el tiempo, excepto en horas pico       | Paradas todo el tiempo excepto horas pico                |
| Hace paradas sólo en horas pico                          | Paradas sólo en horas pico                               |
| Hace paradas en horas pico en direcciones congestionadas | Paradas horas pico o vías congestionadas                 |
| Detalles del periodo de tiempo                           |                                                          |

Nota: El tránsito Metropolitano de la ciudad de Nueva York eliminó al servicio de la línea 5 del mapa oficial en el 2005,pero aún existen dos servicios distintivos  en  El Bronx. En la tabla de abajo, la primera columna (encabezado por un 5 dentro de un círculo) muestra el patrón en horas libres de tráfico, y la segunda columna (encabezada por un 5 dentro de un diamante) muestra el patrón de horas pico.
| Servicio 5                                                                            | Servicio diamante 5                                      | Estación                                | Acceso para discapacitados | Transferencias                                                                                     | Conexiones                                                                        |
| ------------------------------------------------------------------------------------- | -------------------------------------------------------- | --------------------------------------- | -------------------------- | -------------------------------------------------------------------------------------------------- | --------------------------------------------------------------------------------- |
|                                                                                       | El Bronx                                                 |                                         |                            | |                                                                                   |
| Servicio de la línea Avenida Dyre                                                     |                                                          |                                         |                            | |                                                                                   |
| Hace paradas todo el tiempo                                                           | Hace paradas sólo en horas pico                          | Eastchester–Avenida Dyre                |                            | |                                                                                   |
| Hace paradas todo el tiempo                                                           | Hace paradas sólo en horas pico                          | Avenida Baychester                      |                            | |                                                                                   |
| Hace paradas todo el tiempo                                                           | Hace paradas sólo en horas pico                          | Gun Hill Road                           |                            | |                                                                                   |
| Hace paradas todo el tiempo                                                           | Hace paradas sólo en horas pico                          | Pelham Parkway                          |                            | |                                                                                   |
| Hace paradas todo el tiempo                                                           | Hace paradas sólo en horas pico                          | Morris Park                             |                            | |                                                                                   |
|                                                                                       |                                                          |                                         |                            | |                                                                                   |
| Servicio desde la línea White Plains Road y la avenida Nereid hasta la Calle este 180 |                                                          |                                         |                            | |                                                                                   |
|                                                                                       | Hace paradas en horas pico en direcciones congestionadas | Avenida Nereid                          |                            | 2                                                                                                  |                                                                                   |
|                                                                                       | Hace paradas en horas pico en direcciones congestionadas | Calle 233                               | Acceso para discapacitados | 2                                                                                                  | Metro-North Railroad Harlem Line en Woodlawn (.3 millas)                          |
|                                                                                       | Hace paradas en horas pico en direcciones congestionadas | Calle 225                               |                            | 2                                                                                                  |                                                                                   |
|                                                                                       | Hace paradas en horas pico en direcciones congestionadas | Calle 219                               |                            | 2                                                                                                  |                                                                                   |
|                                                                                       | Hace paradas en horas pico en direcciones congestionadas | Gun Hill Road                           | Acceso para discapacitados | 2                                                                                                  |                                                                                   |
|                                                                                       | Hace paradas en horas pico en direcciones congestionadas | Avenida Burke                           |                            | 2                                                                                                  |                                                                                   |
|                                                                                       | Hace paradas en horas pico en direcciones congestionadas | Avenida Allerton                        |                            | 2                                                                                                  |                                                                                   |
|                                                                                       | Hace paradas en horas pico en direcciones congestionadas | Pelham Parkway                          | Acceso para discapacitados | 2                                                                                                  |                                                                                   |
|                                                                                       | Hace paradas en horas pico en direcciones congestionadas | Bronx Park East                         |                            | 2                                                                                                  |                                                                                   |
|                                                                                       |                                                          |                                         |                            | |                                                                                   |
| Los servicios de las líneas de la avenida Dyre y White Plains Road se unen            |                                                          |                                         |                            | |                                                                                   |
| Hace paradas todo el tiempo                                                           | Hace paradas sólo en horas pico                          | Calle 180 Este                          |                            | 2                                                                                                  |                                                                                   |
| Hace paradas todo el tiempo, excepto en horas pico                                    | Hace paradas todo el tiempo, excepto en horas pico       | Farms Square Oeste–Avenida Este Tremont |                            | 2                                                                                                  |                                                                                   |
| Hace paradas todo el tiempo, excepto en horas pico                                    | Hace paradas todo el tiempo, excepto en horas pico       | Calle 174                               |                            | 2                                                                                                  |                                                                                   |
| Hace paradas todo el tiempo, excepto en horas pico                                    | Hace paradas todo el tiempo, excepto en horas pico       | Calle Freeman                           |                            | 2                                                                                                  |                                                                                   |
| Hace paradas todo el tiempo, excepto en horas pico                                    | Hace paradas todo el tiempo, excepto en horas pico       | Calle Simpson                           | Acceso para discapacitados | 2                                                                                                  |                                                                                   |
| Hace paradas todo el tiempo, excepto en horas pico                                    | Hace paradas todo el tiempo, excepto en horas pico       | Avenida Intervale                       |                            | 2                                                                                                  |                                                                                   |
| Hace paradas todo el tiempo, excepto en horas pico                                    | Hace paradas todo el tiempo, excepto en horas pico       | Avenida Prospect                        |                            | 2                                                                                                  |                                                                                   |
| Hace paradas todo el tiempo, excepto en horas pico                                    | Hace paradas todo el tiempo, excepto en horas pico       | Avenida Jackson                         |                            | 2                                                                                                  |                                                                                   |
| Hace paradas todo el tiempo                                                           | Hace paradas sólo en horas pico                          | 3.ª Avenida–Calle 149                   | Acceso para discapacitados | 2                                                                                                  |                                                                                   |
| Hace paradas todo el tiempo                                                           | Hace paradas sólo en horas pico                          | Calle 149–Grand Concourse               |                            | 2 4 (IRT Jerome Avenue Line)                                                                       |                                                                                   |
| Hace paradas todo el tiempo                                                           | Hace paradas sólo en horas pico                          | Calle 138–Grand Concourse               |                            | 4                                                                                                  |                                                                                   |
| Manhattan                                                                             |                                                          |                                         |                            | |                                                                                   |
| Hace paradas todo el tiempo                                                           | Hace paradas sólo en horas pico                          | Calle 125                               | Acceso para discapacitados | 4 6 <6>                                                                                            | Metro-North Railroad en Harlem–125th Street Bus M60 hacia el Aeropuerto LaGuardia |
| Hace paradas todo el tiempo                                                           | Hace paradas sólo en horas pico                          | Calle 86                                |                            | 4 6 <6>                                                                                            |                                                                                   |
| Hace paradas todo el tiempo                                                           | Hace paradas sólo en horas pico                          | Calle 59                                |                            | 4 6 <6> N Q R W (BMT Broadway Line) F (IND 63rd Street Line en Lexington Avenue3)                  | Roosevelt Island Tramway                                                          |
| Hace paradas todo el tiempo                                                           | Hace paradas sólo en horas pico                          | Calle 42–Grand Central                  | Acceso para discapacitados | 4 6 <6> 7 <7> (IRT Flushing Line S (42nd Street Shuttle2)                                          | Metro-North Railroad en Grand Central Terminal                                    |
| Hace paradas todo el tiempo                                                           | Hace paradas sólo en horas pico                          | Calle 14–Union Square                   |                            | 4 6 <6> L (BMT Canarsie Line) N Q R W (BMT Broadway Line)                                          |                                                                                   |
| Hace paradas todo el tiempo                                                           | Hace paradas sólo en horas pico                          | Puente de Brooklyn–City Hall            | Acceso para discapacitados | 4 6 <6> J Z (BMT Nassau Street Line en Chambers Street2)                                           |                                                                                   |
| Hace paradas todo el tiempo                                                           | Hace paradas sólo en horas pico                          | Calle Fulton                            | Acceso para discapacitados | 4 2 3 (IRT Broadway–Seventh Avenue Line) A C (IND Eighth Avenue Line) J Z (BMT Nassau Street Line) |                                                                                   |
| Hace paradas todo el tiempo                                                           | Hace paradas sólo en horas pico                          | Wall Street                             |                            | 4                                                                                                  |                                                                                   |
| Hace paradas todo el tiempo                                                           | Hace paradas sólo en horas pico                          | Bowling Green                           | Acceso para discapacitados | 4                                                                                                  | Staten Island Ferry en South Ferry                                                |
| Brooklyn                                                                              |                                                          |                                         |                            | |                                                                                   |
| Hace paradas sólo los días de semana                                                  | Hace paradas sólo en horas pico                          | Borough Hall                            | 1                          | 4 2 3 (IRT Broadway–Seventh Avenue Line) R (BMT Fourth Avenue Line2)                               |                                                                                   |
| Hace paradas sólo los días de semana                                                  | Hace paradas sólo en horas pico                          | Calle Nevins                            |                            | 2 3 4                                                                                              |                                                                                   |
| Hace paradas sólo los días de semana                                                  | Hace paradas sólo en horas pico                          | Avenida Atlantic                        | Acceso para discapacitados | 2 3 4 B Q (BMT Brighton Line) D N R (BMT Fourth Avenue Line)                                       | LIRR Atlantic Branch en Flatbush Avenue                                           |
| Hace paradas sólo los días de semana                                                  | Hace paradas sólo en horas pico                          | Avenida Franklin                        |                            | 2 3 4 S (Franklin Avenue Shuttle)                                                                  |                                                                                   |
|                                                                                       |                                                          |                                         |                            | |                                                                                   |
| Servicios de la línea de la Avenida Nostrand                                          |                                                          |                                         |                            | |                                                                                   |
| Hace paradas sólo los días de semana                                                  | Hace paradas sólo en horas pico                          | Calle President                         |                            | 2                                                                                                  |                                                                                   |
| Hace paradas sólo los días de semana                                                  | Hace paradas sólo en horas pico                          | Calle Sterling                          |                            | 2                                                                                                  |                                                                                   |
| Hace paradas sólo los días de semana                                                  | Hace paradas sólo en horas pico                          | Calle Winthrop                          |                            | 2                                                                                                  |                                                                                   |
| Hace paradas sólo los días de semana                                                  | Hace paradas sólo en horas pico                          | Avenida Church                          | Acceso para discapacitados | 2                                                                                                  |                                                                                   |
| Hace paradas sólo los días de semana                                                  | Hace paradas sólo en horas pico                          | Beverly Road                            |                            | 2                                                                                                  |                                                                                   |
| Hace paradas sólo los días de semana                                                  | Hace paradas sólo en horas pico                          | Avenida Newkirk                         |                            | 2                                                                                                  |                                                                                   |
| Hace paradas sólo los días de semana                                                  | Hace paradas sólo en horas pico                          | Brooklyn College–Avenida Flatbush       | Acceso para discapacitados | 2                                                                                                  |                                                                                   |
|                                                                                       |                                                          |                                         |                            | |                                                                                   |
| Servicios de la línea New Lots (viajes ocasionales durante horas pico)                |                                                          |                                         |                            | |                                                                                   |
|                                                                                       | Hace paradas en horas pico en direcciones congestionadas | Crown Heights–Avenida Utica             | Acceso para discapacitados | 2 3 4                                                                                              |                                                                                   |
|                                                                                       | Hace paradas en horas pico en direcciones congestionadas | Avenida Sutter–Rutland Road             |                            | 2 3 4                                                                                              | Bus B15 hacia el Aeropuerto JFK                                                   |
|                                                                                       | Hace paradas en horas pico en direcciones congestionadas | Avenida Saratoga                        |                            | 2 3 4                                                                                              |                                                                                   |
|                                                                                       | Hace paradas en horas pico en direcciones congestionadas | Avenida Rockaway                        |                            | 2 3 4                                                                                              |                                                                                   |
|                                                                                       | Hace paradas en horas pico en direcciones congestionadas | Calle Junius                            |                            | 2 3 4                                                                                              |                                                                                   |
|                                                                                       | Hace paradas en horas pico en direcciones congestionadas | Avenida Pensilvania                     |                            | 2 3 4                                                                                              |                                                                                   |
|                                                                                       | Hace paradas en horas pico en direcciones congestionadas | Avenida Van Siclen                      |                            | 2 3 4                                                                                              |                                                                                   |
|                                                                                       | Hace paradas en horas pico en direcciones congestionadas | Avenida New Lots                        |                            | 2 3 4                                                                                              | Bus B15 hacia el Aeropuerto JFK                                                   |

1Esta estación es accesible para las personas con discapacidad, pero solo la plataforma hacia el norte.
2Transferencias a otro servicios no son accesibles.
3Esta es una transferencia fuera del sistema de metro. Pasajeros quieren transferir deben caminar a la otra estación y usar la tarjeta MetroCard.